# Emmanuíl Tsuderós
Emmanuíl Tsuderós (em grego: Εμμανουήλ Τσουδερός; n. 1882 - f. 1956) foi um político da Grécia. Ocupou o cargo de primeiro-ministro da Grécia de 21 de Abril de 1941 até 13 de Abril de 1944.